# ГЕС Barron Gorge
ГЕС Barron Gorge — гідроелектростанція на північному сході Австралії, за десяток кілометрів на північний захід від міста Кернс. В своїй роботі використовує ресурс із річки Barron, яка дренує східний схил Великого вододільного хребта і впадає у Кораллове море на північній околиці Кернсу.
Перший гідроенергетичний об'єкт в районі ГЕС Barron Gorge ввели в експлуатацію у 1935 році. Він мав дві турбіни потужністю по 1,2 МВт, які працювали при напорі у 125 метрів. За шість років до них додали третій агрегат з потужністю 1,4 МВт, а наприкінці 1950-х першу станцію демонтували в зв'язку з будівництвом нового об'єкту.
На другий раз вирішили використати напір у 253 метри. Річку вище за пороги Barron Falls перекрили водозабірною греблею Куранда, яка відводить ресурс у прокладений через правобережний масив дериваційний тунель завдовжки до двох кілометрів з діаметром 2,9 метра. Останній живив дві турбіни типу Френсіс потужністю по 30 МВт, які у 2010—2011 роках модернізували зі збільшенням одиничної потужності до 33 МВт.
У верхів'ї річки з кінця 1950-х наявний резервуар Tinaroo Falls з площею поверхні 35 км2 і об'ємом 439 млн м3, який утримує бетонна гравітаційна гребля висотою 42 метри та довжиною 533 метри, що потребувала 223 тис. м3 матеріалу. Завдяки накопиченню нею ресурсу станція повинна виробляти 174 млн кВт-год електроенергії на рік.
Видача продукції відбувається по ЛЕП, розрахованій на роботу під напругою 132 кВ.